# Błażej Tyburski
Błażej Tyburski (ur. 21 lutego 1987) – polski lekkoatleta, sprinter. Zawodnik AZS Poznań. 
Medalista mistrzostw kraju seniorów w sztafecie 4 x 100 metrów. Indywidualnie ma na swoim koncie medale mistrzostw kraju w kategorii juniorów.

## Rekordy życiowe
- bieg na 100 m – 10,82 (2009)
- bieg na 200 m – 21,68 (2008)
- bieg na 200 m (hala) – 22,16 (2006)